# Тимчасово вагітна
«Тимчасово вагітна» (англ. Labor Pains) — американський комедійний фільм 2009 року.

## Сюжет
Головна героїня, Теа, - референт в пафосному видавництві. Вона вимушена симулювати свою вагітність, щоб негідник-начальник не зміг звільнити її. Ця «безневинна» брехня приводить до серії курйозних ситуацій і змушує дівчину поглянути на своє життя по-новому.

## У ролях
| Актор             | Роль             |
| ----------------- | ---------------- |
| Ліндсі Лохан      | Теа              |
| Шеріл Гайнс       | Ліза Депардьє    |
| Люк Кірбі         | Нік Стейнволд    |
| Бріджит Мендлер   | Емма             |
| Кріс Парнелл      | Джеррі Стейнволд |
| Аарон Ю           | Майлс            |
| Кевін Ковас       | Грег             |
| Трейсі Елліс Росс | Крістін          |
| Віллі Гарсон      | Карл             |
| Мері Читем        | Енн              |
| Бонні Соммервіль  | Сюзі Кавендіш    |